# Spill over
Spill over eller spillover er en samfundsfaglig term. 
Det indre marked har vist, at der bliver større og større behov for fælles politikker på flere og flere områder for at få det indre marked til at fungere. Når man har et fælles arbejdsmarked, er det f.eks. ønskeligt med en fælles uddannelsespolitik for de højere uddannelser og erhvervsuddannelser. Hvis en elektrikers eller en læges uddannelse ikke kan anerkendes i andre lande, er der jo ikke mulighed for et fælles arbejdsmarked.